# Spasell

Distribució geogràfica dels dialectes llombars. Llegenda: A - llombard alpí; B - llombard occidental; C - llombard oriental; D - trentí occidental; E - dialectes de transició.

El spasell és un dialecte, o millor dit, un codi d'argot, del llombard occidental. Va ser parlat pels habitants de Vallassina quan sortien de la vall per fer negocis i no volien que la resta de la gent els entengués.
Es caracteritza per paraules codificades, definides segons una convenció, basades en característiques de cada cosa o en onomatopeies; altres paraules té un origen desconegut, segons va notar Carlo Mazza, vicari d'Asso, en el seu llibre Memorie storiche della Vallassina de 1796. Segons l'autor, es van anar creant nombrosos argots ja que amb el temps era impossible evitar que s'acabessin intrduint en l'idioma, reduint així les diferències entre l'idioma "oficial" i l'idioma "secret". A part d'un seguit de termes, el vicari va proposar, com a exemple, la traducció del parenostre a aquesta llengua, evidenciant que és també totalment incomprensible també pels parlants del llombard insúbric. Hi ha diversos argots similars o idèntics en diferents localitat d'Insúbria, com Valtellina o Milà. Algunes paraules del spasell han estat absorbides per lal llengua comú, per exemple lòfi (en spasell loffi, que significa "dolent"), usat en brianzó del nord per indicar a una persona de qui es desconeix el nom, o scabbi, utilitzat també per Carlo Porta en el poema Brindes de Meneghin a l'Ostaria per referir-se al vi, com a alternativa a vin.

## Exemple
A continuació, el parenostre en spasell:
Masett che stanziê in la creuggia di salvestri,
ch'el vost oden s'ingalmissa,
ch'el stanzia el nost bosin piatt,
che se rusca quel che vu tubè
sora i masett de la luscia, quant in quella di sciatt.
Refilên el sbêg de stobold,
e che no va stanzien nippa in del scimêe i nost lenarii,
come anch'el nost'oden szabolda ai olter ghielma;
Fêen taruscia la schigna che ne rusca el Naja de Tameu.
Per tagiorala no lassên sciobigà in nient de loffi.
Amen.

## Glossari
| - albarej - ous - arton - pa - astregg - fruita - bajaff - arma - bald - dia - ballina - hora (sost.) - bell - sol - bella - lluna - belledra - ovella - bighês - amant - boffaroeu - arma da foc - bolla - gent, comunitat - boschiroeura - avellana - bosin - patró - bronza - campana - bruna - nit - brunej - ulls - calcant - captaire - calcosa - carrer - Capellura - Nostra Senyora - Capelluu - Déu - cer - blanc - croeuggia - casa - croeulla - tempesta, pedregada - daga - espasa - degoeuj - amanida - fangôs - sabates - faree - negre - ficcà el vel - anar | - fogatta - verme - foja - por - follon - por - fortin - vinagre - fraina - neu - fratessa - butxaca - ghisalba - cec - gialdin - moneda - gianderoeu - préssec - gnifell - fill - griera - presó - gringaja - campana - inciappinà - emborratxar-se - infioeura - castanya - ingalmì - entendre - lescia - all - levesa - castanya - loffi - dolent - longôs - any - longosin - mes - lumà - veure - lumart - mirall - luscia - aigua, pluja - luscià - plorar - luscia del Capelluu - aigua santa - luscion piatt - mar - mager - bo - manìa - dona, muller - masett - pare | - masett de la luscia - núvol - masetta - mare - mugenga - vaca - muginghera - estable - naja de tamoeu - diable - nold - avi - percà - veure - picch - martell - pisto - sacerdot - prumm - porc - quella di sciatt - terra - rabbaja - polenta - refald - calent - refilà - donar - ruscà - fer - ruspanda - gallina - ruspandon - gall - saltarella - llebre - sbalada - mort - sbeg - pa - sbelledrà - cantar - sbertì - matar - sbertidor - botxí - sboja-tambell - notari - scabi - vi - scabià - beure - scajà - pagar - sciucchesta - pinta - sciucch - tassa | - scoffenà - treballar - scoloeu - barret - scoloeu de la croeuggia - sostre - scovagioeu - mocador - seguacc - llac - sgorattin - ocell - sguinz - peix - silvestra - espelma - slenza - pluja - spiazz - sacerdot - spiazz de la bolla - vicari - spolverenta - farina - stanzià - ser, tenir, estar - stobald - avui - sudà - emborratxar-se - szabolda - callar - tabacca - barba - tabacchin - barba - tambell - carta - tambosna - carbassa - tamera - nit - tavolà - venir - tavolà la fraina - nevar - tisell - fred - toff - rifle - traversa - estovalles - tubà - dir - vedrosin - vidre - vertera - porta |